# N'quat'qua
N'Quatqua est une municipalité située dans la province de la Colombie-Britannique, dans le centre-sud.